# Goldspot
I Goldspot sono un gruppo musicale indie rock statunitense formatosi a New York e attivo dal 2001. La band è stata fondata dal cantante/cantautore/produttore e compositore televisivo e cinematografico Siddhartha Khosla. 
Il gruppo da allora ha ricevuto il plauso della critica per il suo album di debutto Tally of the Yes Men e il secondo album And the Elephant is Dancing. La band ha pubblicato il suo terzo full-length, Aerogramme, nel 2013.

## Storia
La band Goldspot con sede a Los Angeles prende il nome dalla bevanda gassata Gold Spot. Secondo un'intervista con Siddhartha Khosla (membro principale della band), la bevanda era molto popolare in India all'epoca.
Dopo un'esibizione dal vivo nello spettacolo KCRW di DJ Nic Harcourt, la band iniziò presto a suonare spettacoli in tutta Los Angeles in luoghi come The Troubadour e Hotel Cafe. Harcourt ha sostenuto la band, salutandoli come la sua "band preferita del 2005", e ha iniziato a suonare brani di Tally of the Yes Men in rotazione pesante ("Rewind", "Time Bomb" e "Friday").[ 1]
La band è stata fondata dalla cantautrice Siddhartha Khosla e dallo scrittore/produttore/batterista Ramy Antoun. Dal 2005 al 2007, la formazione era composta da Sid, Ramy, Sergio Andrade (basso), Seth McLain (chitarre, tasti e cori) e Derek Horst (chitarre e cori). La band ha firmato un contratto discografico nel 2005 con una start-up, etichetta indipendente Union Records, con distribuzione tramite ADA. Grazie al pesante airplay di KCRW sono stati in grado di vendere 10.000 copie del loro debutto Tally of the Yes Men. Tally è stato coprodotto da Jeff Peters e Goldspot. Le rispettate stazioni radio KEXP e WTMD, insieme ad altre stazioni radio indipendenti in tutto il paese, hanno iniziato a riprodurre il disco in costante rotazione.
Alla fine, la band firmò un accordo con la principale etichetta discografica Mercury Records (Universal Music Group) nel Regno Unito. Una versione alternativa di Tally è stata rilasciata nel Regno Unito nel giugno 2007, con A. R. L'Orchestra di Bollywood di Rahman, e ha ricevuto applausi dalla stampa del Regno Unito come la rivista Q, il Sunday Times e il Guardian.[ 2] Il Sunday Times ha salutato Goldspot come "la migliore band uscita dall'America negli ultimi anni".
Tally ha raggiunto il numero 10 nelle classifiche alternative. Il singolo di debutto "It's Getting Old" è stato il secondo singolo iTunes of the Week più scaricato di sempre, dietro a Justin Timberlake. 3] Il singolo successivo "Friday" è stato "Record of the Week" di BBC Radio 2 e ha raggiunto il numero 21 nelle classifiche di airplay del Regno Unito. La band ha anche pubblicato una versione hindi della stessa traccia che ha raggiunto il numero 4 nelle classifiche della BBC Asian Network. Il video di "Friday" è apparso in rotazione regolare sulle reti televisive MTV, VH1, "The Hits", "The Box", Q e Sky. Khosla ha anche eseguito il singolo in hindi.
Tally ha fatto diverse liste di "I migliori album del 2007". Goldspot è stato nominato il n. 4 miglior nuovo atto del 2007, e Tally è stato nominato nel Sunday Times "Top Albums of 2007". 4]
Goldspot ha anche suonato ai festival Glastonbury (titolati da The Arcade Fire e Björk), O2 Wireless e V per tutta l'estate del 2007. La band ha aperto per Travis, Death Cab for Cutie, Franz Ferdinand e Bon Jovi.
L'album di follow-up And the Elephant is Dancing, prodotto dall'ingegnere dei Beach Boys Jeff Peters e Siddhartha, è stato pubblicato digitalmente il 2 novembre 2009. Il supervisore musicale e influente DJ Nic Harcourt (KCRW) ha salutato Goldspot come "una delle mie band preferite del momento" e ha definito il nuovo album della band "un gioiello classico e senza tempo... è come se George Harrison non avesse mai lasciato l'India". La band è apparsa su Tell Me More di NPR con Michel Martin nell'aprile 2010 e negli influenti programmi radiofonici di KCRW Morning Becomes Eclectic con Jason Bentley e WTMD (Baltimore) nel 2010, dove hanno eseguito canzoni del nuovo album.[ 2] Songs from Elephants è apparso in dozzine di importanti programmi televisivi e film di rete.
L'ultima uscita della band, Aerogramme, su Khosla e co. Mt. Hoboken Records/Nice Music Group racconta i viaggi della famiglia di Khosla dall'India agli Stati Uniti alla fine degli anni '70. Il singolo principale "The Border Line" ha ricevuto un airplay coerente alla radio statunitense (tra cui "The Spectrum" di Sirius XM e molte altre stazioni in formato Triple A in tutto il paese). L'album è stato pubblicato con recensioni molto positive, tra cui l'editore di musica pop del Los Angeles Times che lo ha nominato l'album numero 1 del 2013. Aerogramme è stato rilasciato sotto Sony India per diversi paesi dell'Asia meridionale.
Il 1 maggio 2014, Goldspot è stato nominato per un Vh1 India Music Award: "Best Global Indian".

## Discografia

### Album in studio
- 2007 - Tally of the Yes Men
- 2010 - And the Elephant is Dancing
- 2013 - Aerogramme

### Singoli
- 2007 - Friday
- 2007 - It's Getting Old
- 2011 - Ina Mina Dika
- 2013 - The Border Line